# Stanley Donwood
Stanley Donwood (Essex, 11 settembre 1968) è un artista e scrittore inglese, maggiormente conosciuto per il suo contributo nella creazione delle copertine degli album musicali e dei poster del gruppo britannico Radiohead, fin dall'anno 1994.
Donwood collabora anche con il frontman dei Radiohead in diversi progetti artistici, che includono le copertine degli album solista di Thom Yorke, e altri lavori connessi al sito ufficiale del gruppo rock britannico, copertine di libri, mostre, e ha ufficialmente partecipato e vinto il Best Packaging al Grammy Awards 2001.

## Carriera
Dopo aver conseguito la laurea presso l'università di Exeter, Donwood lavora a Plymouth, in Inghilterra, come artista freelancer. Oltre al suo lavoro con i Radiohead, Donwood sviluppa anche progetti visibili nel suo sito ufficiale, che pubblica, insieme a diverse clip e storie di fiction, inclusi poi nei suoi libri autografi.

### Radiohead
Stanley Donwood e il frontman dei Radiohead, Thom Yorke, si conobbero durante gli anni universitari di Exeter. Yorke ha chiesto la collaborazione di Donwood, per la realizzazione delle copertie del secondo album della band, The Bends (1995). Successivamente collaborò anche nella campagna pubblicitaria del lancio dell'album. Da qui inizia l'esordio dell'artista, e il suo lavoro di illustrazione per tutti i successivi album della band inglese.
Per il quarto album in studio dei Radiohead, Kid A (2000),  Donwood ha prodotto una vasta serie di quadri acrilici, che rappresentavano paesaggi di vasti deserti, di montagne innevate, di vulcani, paesaggi che ruotavano attorno al più classico dei temi donwoodiani: la devastazione delle guerre e all'inquinamento ambientale. In questa fase di lavoro sviluppa anche il tema del minotauro, ripreso in tutta l'espressione artistica successiva, tra cui la copertina del quinto album in studio dei Radiohead, Amnesiac (2001).
Donwood cita, come artisti dai quali ha tratto ispirazione, i lavori di David Friedrich e Hieronymus Bosch. Successivamente aggiunge anche le vedute delle famose rovine di Giovanni Battista Piranesi, e i lavori di Robert Rauschenberg, per l'esecuzione di collage che inducono ad una visione tridimensionale.
Nel 2002, Donwood e Yorke, vincono il premio per miglior copertina di un album musicale, prodotto per l'edizione speciale dell'album Amnesiac dei Radiohead. Le opere di fiction scritte da Donwood, sono state inoltre incluse non solo nei lavori multimediali relativi al gruppo britannico, ma anche inserite nel sito ufficiale dei Radiohead.

## Stampe
Alla fine del 2005, Donwood realizza una serie di stampe su linoleum, e successivamente include i lavori di questa serie in una mostra intitolata London Views. Il progetto includeva 14 stampe che ritraevano Londra vittima di un disastro ambientale, sommersa dalle acque del Tamigi, e una diretta visione delle rovine di molti luoghi simbolo della città. Le stampe vennero poi utilizzate per la copertina del primo album solista di Thom Yorke, The Eraser (2006).
Il 2006 è l'anno in cui Donwood inizia la sua vasta e famosa produzione di stampe, che spesso vengono realizzate attraverso l'uso di vecchie stampanti, una volta utilizzate per la stampa dei quotidiani. In un'intervista al sito AntiMusic.com, Donwood spiega che la sua necessità di produrre stampe si ricollega al bisogno di instaurare un collegamento tra un'antica divulgazione dell'arte attraverso l'uso di strumenti economici, e di avere contemporaneamente la possibilità di osservare la propria arte riprodotta con diversi formati, in diverse dimensioni e la conseguente possibilità di vederle realizzate su di un'infinità di supporti.
Nel 2007, il leitmotiv dei disastri ambientali prosegue su un'altra via, con una stampa di enormi dimensioni dal nome Fleet Street Apocalypse. Nel 2012 sposta le sue visioni apocalittiche negli Stati Uniti, a Los Angeles, nella quale realizza un suo show intitolato Lost Angeles". Questa volta adotta aspetti ancora più tragici dove immagina diversi meteoriti diretti a colpire gli edifici più importanti della città. La serie di Lost Angeles viene utilizzata per produrre la copertina del nuovo album degli Atoms for Peace - supergruppo formato oltre che da Thom Yorke e dallo storico produttore dei Radiohead Nigel Godrich, anche da altri artisti internazionali -, Amok (2013).

## Taglibro
Stanley Donwood pubblica il suo primo Taglibro nel febbraio del 2006. Il termine Taglibro deriva etimologicamente dall'esperanto, il cui significato è: diario. Donwood intende realmente scrivere e trasmettere al pubblico qualcosa di intimo, qualcosa che raccolga i suoi pensieri e le sue intenzioni sui lavori e sui suoi progetti, in modo da alzare una volta per tutte la cortina dal mistero che spesso si crea attorno al lavoro di molti artisti, sente l'esigenza di avvicinare così le persone per far conoscere i passi del suo lavoro creativo, dalla nascita di un'opera d'arte, fino alla sua finale e fruizione sul mercato.
Il Taglibro di Stanley Donwood si può considerare come una pagina di uno pseudo-quotidiano, singola e scaricabile in formato PDF. Lo scopo è di costruire un vero e proprio canale fisico di informazione: nella sua forma strutturale, il diario rispetta i caratteri delle vecchie macchine stampanti di giornali, e stilisticamente, spesso, anche il linguaggio verbale, che si attiene al tipico stile giornalistico delle prime esperienze nazionali.
La volontà di dare informazioni sotto forma di un giornale fisico, ha di sottofondo un'idea collegata strettamente all'ecologia e alla salvaguardia ambientale. Nell'aprile del 2011, con l'uscita del Taglibro numero 25, l'artista approfondisce e porta a livello internazionale la distribuzione di un giornale 2, che crea, quale promozione dell'ultimo disco della band inglese dei Radiohead.
Insieme realizzano un giornale, che contiene storie e poesie che rispecchiano uno spirito nuovo del gruppo britannico. Un'idea più in pace e in armonia con la natura e l'ambiente. Ecco il motivo per cui tale idea dovrebbe essere veicolata in modo che questo messaggio possa essere di grande impatto, come una sorta di "urlo".
Per spiegare l'origine della propria idea, Stanley Donwood, racconta di aver lasciato il proprio giornale, su una panchina sotto il sole, e al momento del proprio ritorno, aveva trovato il giornale ingiallito, spiegazzato e consumato dalla luce. Da quel momento riesce a realizzare la delicatezza di un tale supporto e decide che questo potrebbe diventare il mezzo più appropriato e di forte impatto per trasmettere visivamente la capacità dell'ambiente esterno, in sintesi della natura, di degradare, di consumare, fino a ricondurre al ciclo naturale delle cose, qualsiasi supporto fisico, compreso un giornale.
Il giornale, dichiara inoltre, può essere visto anche come una sottospecie di reliquia del passato, un formato morente, che non trova la propria e adeguata collocazione nel mondo attuale, nel quale le interfacce che contengono dati digitali, non sono altro che luccicanti attrezzi, tablet e computer portatili, lettori e-book e smartphone.
Il giornale conduce anche verso un piacere tattile, il piacere in un certo senso di macchiarsi le dita con l'inchiostro, di piegare e sentire il girare delle pagine, un foglio che porta sulla propria superficie informazioni che non si possono bloccare durante la lettura, un sistema che il lettore riuscirà a sopportare senza dover mettere in coda o rallentare le successive informazioni che si desiderano leggere. Non diventerà inutile senza l'elettricità. Con il tempo, si deformerà e si consumerà lentamente, le sue pagine diventeranno gialle, i suoi fogli duri e secchi, appena non avremo più bisogno di lui svanirà da solo (proprio come succederà a noi), senza occupare spazio e senza inquinare.

## Glastonbury
L'esordio di Stanley Donwood nel campo aperto del Festival di Glastonbury inizia nel 2008. Di ispirazione immediata diventa il tempo meteorologico, che si prospetta per i giorni del festival. Come si sa, la collina di Glastonbury è famosa per essere un luogo che ospita e organizza il più importante festival musicale inglese.
I musicisti solitamente si esibiscono sotto le stelle del cielo, e gli spettatori, posti nelle stesse condizioni dei cantanti preferiti, condividono lo stesso spazio fisico e atmosferico, se non per il fatto che adottano un punto di vista dal basso. Le colline più alte di Glastonbury, che in quel periodo si trasformano in platea del festival, ospita le numerose tende e camper di fan accampati, che non hanno intenzione di pagare il biglietto per lo spettacolo en plein air, o che eventualmente nei casi più giustificabili, non hanno fatto in tempo a procurarselo.
Dalla collina, la prospettiva viene confrontata a quella di un uccello, e se da una parte l'essenza, troppo globale e forse un po' troppo poco chiara della visione, ne risente di lacune di specificità e forme, dall'altra il suono che si propaga nell'ambiente viene amplificato e disperso nella natura, arriva fino alle orecchie della collina, e non subisce alterazioni. Lo spazio fisico, ambientale, e meteorologico diventa così parte della scenografia per lo spettacolo. Diventa il background, il sottofondo, il creatore di impressioni, di ricordi, di sensazioni, insieme alla stessa performance artistica, per il pubblico di tutto il mondo.
Le condizioni dello spazio fisico diventano i portatori più importanti per una ricerca progettuale e organizzativa di questo grande evento, da parte di collaboratori e spettatori. L'artista, che presenta l'evento, si deve trasformare in un sinottico e il suo lavoro promozionale si deve basare, in prospettiva, anche su predizioni sulla situazione meteorologica. Nel momento in cui Stanley inizia il progetto visivo per i poster di Glastonbury, il tempo peggiora.
Per la copertina l'artista figurativo ha a disposizione una foto e altri simboli del festival, che tutti gli appassionati conoscono. Il poster si sviluppa sull'esempio delle lettere e della antiche stampe che venivano utilizzate per gli annunci di messe religiose o eventi nelle città durante il medioevo. Anche la stampante che venne usata per la diffusione dei poster giungeva dal passato.
Numerose xilografie digitalizzate facevano da supporto al messaggio promozionale. L'immagine stampata venne poi scansionata con il computer e in seguito elaborata digitalmente, usando Photoshop, per aggiungere come sfondo ai caratteri Glastonbury, uno sfondo ad arcobaleno. Con questo, l'artista dichiara all'interno del Taglibro #11, che sperava di portare bel tempo per i giorni del Festival. L'augurio dell'artista, codificato dai mezzi colorati infatti, si avverò: Dal primo giorno del Festival,  dopo settimane di pioggia inarrestabile sulle colline della fattoria Worthy, il sole iniziò finalmente risplendere, portando a esaurimento i ticket office durante le ultime ore, prima dell'evento.

### L'artista deve essere indipendente
Donwood nei due anni successivi è il responsabile dei lavori visivo-promozionali del festival. L'idea del progetto visivo per Glastonbury 2009, è addirittura nata molto prima. L'idea iniziale di Stanley, nasce ancora nel 2005, quando l'artista crea il suo laboratorio sperimentale nella zona forestale di Chiltern, nei pressi dell'Oxfordshire.
"In quel posto, lontano dalla civiltà, dall'elettricità, dalla folla", Donwood deve inventare il nuovo aspetto per l'illustrazione dell'album In Rainbows dei Radiohead. In Rainbows è il settimo album della band inglese, e con il suo lancio, il gruppo consolida definitivamente la propria indipendenza nei confronti della casa discografica EMI, avviando le proprie opere all'autogestione commerciale e organizzativa, non più, solo su un piano ideologico ed artistico.
Donwood deve sviluppare un'idea in grado di trasmettere il desiderio di indipendenza degli artisti, rinnovando, però, anche il proprio linguaggio artistico. Dopo un primo periodo comprende 8 anni di lavori caratterizzati da diversi episodi in una stessa sequenza di idee sullo stesso tema. Questo fervore creativo produrrà una serie di lavori ideologicamente ispirati e concatenati, simili sia nell'uso delle tecniche che nello stile visivo.

### L'originalità creativa
Stanley affronta il compito avventurandosi nel bosco di Chiltern armato di una pistola-paintball, di aghi, siringhe e dei larghi pannelli di legno verniciati di fresco. Trascorre due settimane da solo sulle colline dell'Oxfordshire, durante le quali l'artista cerca di spremere e spruzzare violentemente i colori e le emulsioni su dei pannelli di MDF, in modo da ottenere una specie quadri nello stile action painting, ma mediato attraverso altri strumenti.
Nonostante un primo esperimento sfortunato, nel quale i colori risultavano troppo scuri e la densità dell'emulsione non permetteva a Donwood di ritenersi soddisfatto nelle sue ricerche, nel 2007, usando lo stesso metodo ma migliorato sotto il punto di vista delle miscele di colore,  viene scelto un lavoro di questo gruppo per rappresentare le visioni artistiche dei Radiohead per il loro nuovo album.
La composizione finale, e lo strato di diversi colori posti uno sopra l'altro, diventa una composizione di forme astratte, ipnotiche e quasi oniriche. Il quadro, più luminoso, utilizzato come copertina per l'album In Rainbows, si distingue per le sue forme dalle altre composizioni: la massa di colore luminoso concentratosi in mezzo alla composizione, dà il via ad un leggero inscurimento della gamma cromatica dell'opera. Quello in mezzo, è il punto più luminoso, che attrae subito lo sguardo dello spettatore, e invece di allontanare lo sguardo, lo spinge a vagare e a cercare le linee di collegamento fra i vari colori, fino a farli raggiungere una forma definitiva e concreta. Qualcosa di conosciuto, nonostante la casualità, si imprime nella mente dell'osservatore. L'immagine del colore lanciato verso la superficie bianca, appena verniciata del foglio,  diventa così un'immagine concreta, astratta, qualcosa di conosciuto ma allo stesso modo anche di qualcosa di misterioso con le sembianze del cosmo, della galassia- l'illustrazione, probabilmente della creazione di una stella.
Ma la stessa immagine del cosmo, dell'universo o della creazione di qualcosa di grandioso e potente ha così anche le sembianze di un feto, di un bambino che deve nascere. Questa la soluzione del progetto è foriero di due intenzioni: quella di dare una speranza e una nuova ideologia positiva, di qualcosa che sta per nascere, di un progetto, di un'idea, allo stesso tempo qualcosa di grandioso di luminoso, definito ma contemporaneamente indefinito, una forma vaga, ancora agli inizi, quello del rinnovamento del registro linguistico e mediatico nelle opere e nella carriera dell'artista.

## Elenco dei lavori

### Pubblicazioni
- (EN) Small Thoughts.
- (EN) Catacombs of Terror!, 2002.
- (EN) Tachistoscope, 2003.
- (EN) My Giro 2005, 2005.
- (EN) Slowly Downward: A Collection of Miserable Stories, Bristol, Tangent Books, 2005, ISBN 0-9544177-3-9.
- (EN) Walking from Great Bedwyn To Averbury.
- (EN) Dead Children Playing, Londra, Verso Books, 2007, ISBN 1-84467-170-4.
- (EN) Household Worms, 2011, ISBN 978-1-906477-55-4.
- (EN) Stanley Donwood e Cynthia Jordens, Red Maze, Prefazione di Stijn Huijts, Schunck, 2011, ISBN 978-94-90624-03-3.
- (EN) Wright Jonathan e Stanley Donwood, Adventure Rocketship, Adventure Rocketship!, 2013, ISBN 978-1-906477-73-8.

Ha illustrato diversi libri per l'edizione Penguin e Faber& Faber tra cui:
- (EN) Robert Louis Stevenson, L'isola del tesoro, illustrazioni di Stanley Donwood, 2009.
- (EN) Dan MacFarlane, The Old Ways: A Journey on Foot, New York, Viking Press, 2012, ISBN 978-0-571-30271-0.
- (EN) Wright Jonathan e Stanley Donwood, Adventure Rocketship, Adventure Rocketship!, 2013, ISBN 978-1-906477-73-8.
- (EN) Dan MacFarlane e Dan Richards, Holloway, Londra, Faber and Faber, 2013, ISBN 978-0-571-30271-0.

## Mostre
- 2006 London Views- Soho; Londra UK
- 2006 Dead Children Playing- Barcellona Spagna
- 2007 Department of Reclusive Paranoia- Rotterdam; Olanda
- 2007 If You Lived Here You'd Be Home By Now- Soho; Londra
- 2008 I love the Modern World- Tokyo; Giappone
- 2008 Everybody's Happy Nowadays- Amsterdam; Olanda
- 2009 Printed Papers- Brighton; UK
- 2009 El Chupacabra- Bristol; UK
- 2010 Red Maze- Heerlen; Olanda
- 2010 Over Normal- San Francisco; USA
- 2010 Palimpsest- Roma; Italia
- 2011 Work On Paper- Londra UK
- 2011 The Minotaur- London UK
- 2012 Lost Angeles- Los Angeles USA
- 2012 Occupational Hazard- Brighton UK

## Copertine
Album
- (1995) The Bends
- (1997) OK Computer
- (2000) Kid A
- (2001) Amnesiac
- (2001) Smalltown, Shining
- (2001) I Might Be Wrong
- (2003) You are here (Accidental records compilation, reference AC07CD)
- (2003) Bodysong
- (2003) Hail to the Thief
- (2005) Plat du Jour
- (2006) The Eraser
- (2007) Jonny Greenwood Is the Controller
- (2007) In Rainbows
- (2011) The King of Limbs
- (2013) Amok
- (2016) A Moon Shaped Pool